# وو ویهوا

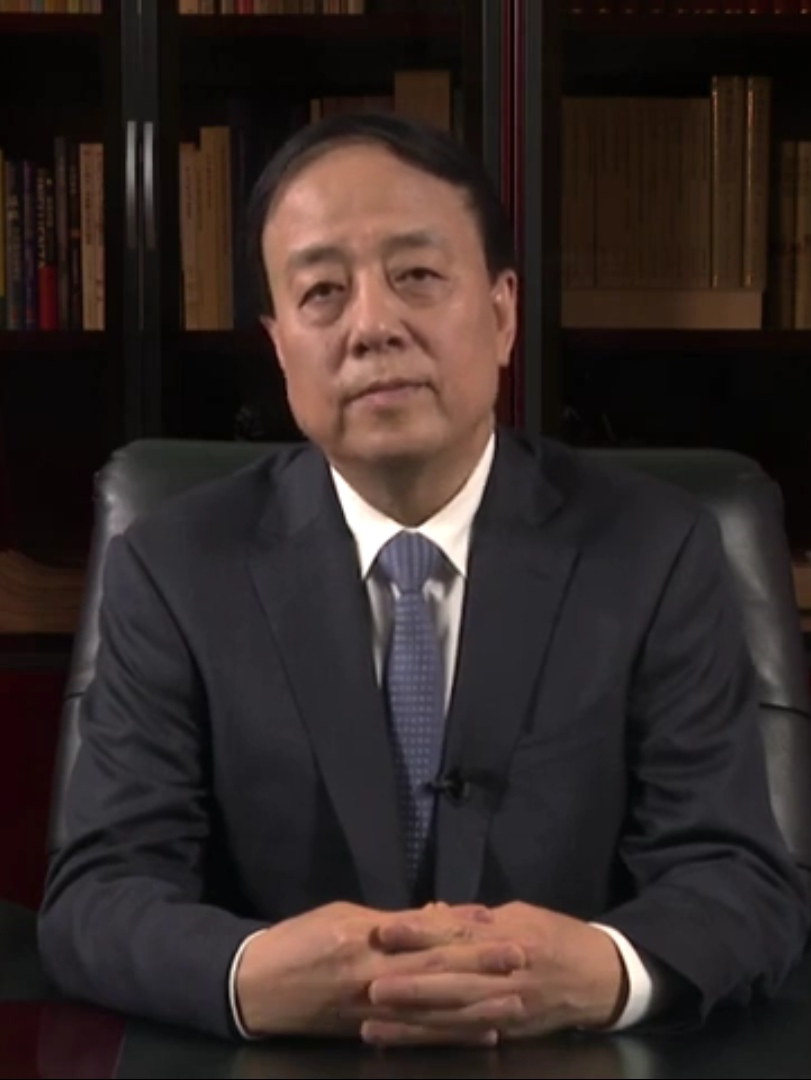
وو ویهوا

وو ویهوا (به چینی: 武维华؛ پینیین: Wǔ Wéihuá؛ زادهٔ سپتامبر ۱۹۵۶) یک فیزیولوژیست سلول گیاهی، زیست شناس مولکولی و سیاستمدار چینی است. او رئیس انجمن جیوسان (2017–اکنون)، معاون سیزدهمین کمیته دائمی کنگره ملی خلق (2018–اکنون) است.او همچنین عضو آکادمی علوم چین است.
در ۷ دسامبر ۲۰۲۰، بر اساس فرمان اجرایی ۱۳۹۳۶، وزارت خزانه داری ایالات متحده تحریم هایی را علیه هر ۱۴ نایب رئیس کنگره ملی خلق، از جمله وو، به دلیل "تضعیف استقلال هنگ کنگ و محدود کردن آزادی بیان یا تجمع" اعمال کرد.